# Phrynobatrachus kinangopensis
Phrynobatrachus kinangopensis là một loài ếch trong họ Petropedetidae. Chúng là loài đặc hữu của Kenya.
Các môi trường sống tự nhiên của chúng là các khu rừng ẩm ướt đất thấp nhiệt đới hoặc cận nhiệt đới, các khu rừng vùng núi ẩm nhiệt đới hoặc cận nhiệt đới, và đồng cỏ khô nhiệt đới hoặc cận nhiệt đới vùng đất thấp.